# گنو پرایوسی گارد
گنو پرایوسی گارد (به انگلیسی: GNU Privacy Guard) یک نرم‌افزار معادل برای نرم‌افزار رمزنگاری PGP شرکت سیمنتک است. با مجوز گنو برای مجموعه نرم‌افزارهای رمزنگاری است.
ابزار GnuPG سازگار با RFC 4880 است که از استانداردهای جاری IETF است. نسخه جاری از PGP (و Filecrypt Veridis) در حال همکاری با GnuPG و دیگر سیستم‌های سازگار با OpenPGPاست.
GnuPG بخشی از پروژه نرم‌افزار بنیاد نرم‌افزار آزاد است، و منابع مالی عمده‌ای از دولت آلمان دریافت کرده‌است.

## تاریخچه
GnuPG در ابتدا توسط Werner Koch توسعه داده شد. نسخهٔ ۱٫۰٫۰ در تاریخ ۷ سپتامبر ۱۹۹۹ ارائه شد. وزارت اقتصاد و فناوری آلمان، بودجهٔ ایجاد راهنما و انتقال به ویندوز مایکروسافت در سال ۲۰۰۰ تأمین کرد. از آنجا که ابزار GnuPG سیستم سازگار با استاندارد OpenPGP است، تاریخچهٔ OpenPGP دارای اهمیت است. آن برای همکاری با PGP طراحی شده بود، برنامهٔ رمزگذاری ایمیل در ابتدا توسط Phil Zimmermann طراحی و توسعه یافته بود. نسخهٔ ۲٫۰ در ۱۳ نوامبر ۲۰۰۶ منتشر شد. نگارش قدیمی‌تر و پایدارتر شاخهٔ 1.x، آخرین نسخهٔ ژانویهٔ ۲۰۱۲ است، ۱٫۴٫۱۲ در موازات با GnuPG نسخهٔ ۲ ادامه پیدا خواهد کرد زیرا تغییرات قابل توجهی در معماری این برنامه به وجود خواهد آمد که برای هر هدفی متناسب نیست.

## استفاده
گرچه برنامهٔ پایهٔ گنو پرایوسی گارد دارای یک رابط خط فرمان است، ظاهرهای مختلفی وجود دارد که آن را با یک رابط کاربر گرافیکی ارائه می‌کند. به عنوان نمونه پشتیبانی از رمزنگاری در کی‌میل و اوولوشن (کلاینت‌های ایمیل کی‌دی‌ئی و گنوم محبوب‌ترین دسکتاپ‌های لینوکس) با GnuPg یکپارچه شده‌است.